# Metapone gracilis
Metapone gracilis é uma espécie de formiga do gênero Metapone, pertencente à subfamília Myrmicinae.